# Poienii de Sus, Bihor
Poienii de Sus (maghiară Felsőpojény) este un sat în comuna Buntești din județul Bihor, Crișana, România. Aici se află Biserica Ortodoxă din Poienii de Sus.
Prima atestare documentară a avut loc în anul 1587 sub numele de Felseopöen.

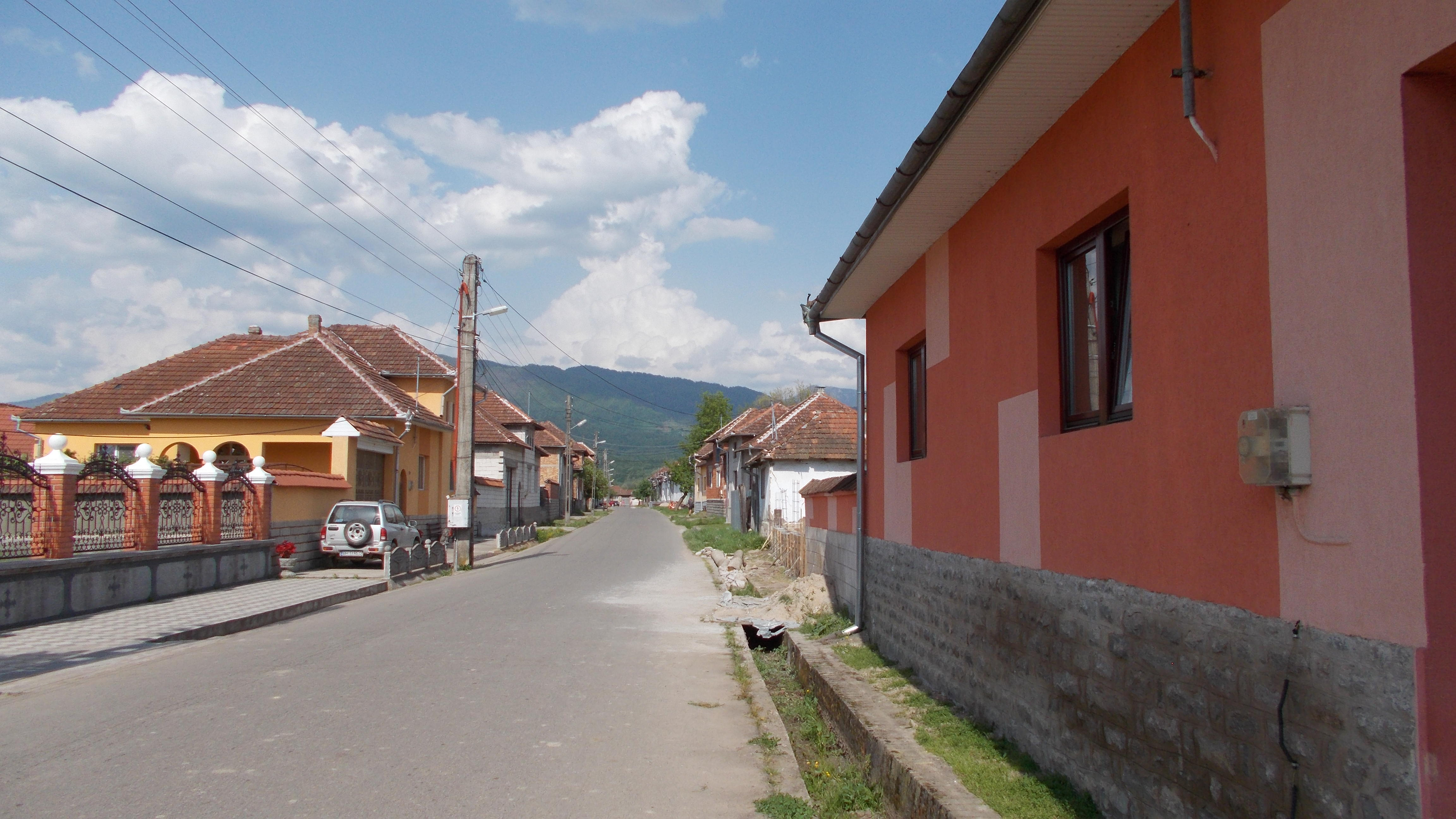
Poienii de Sus, județul Bihor

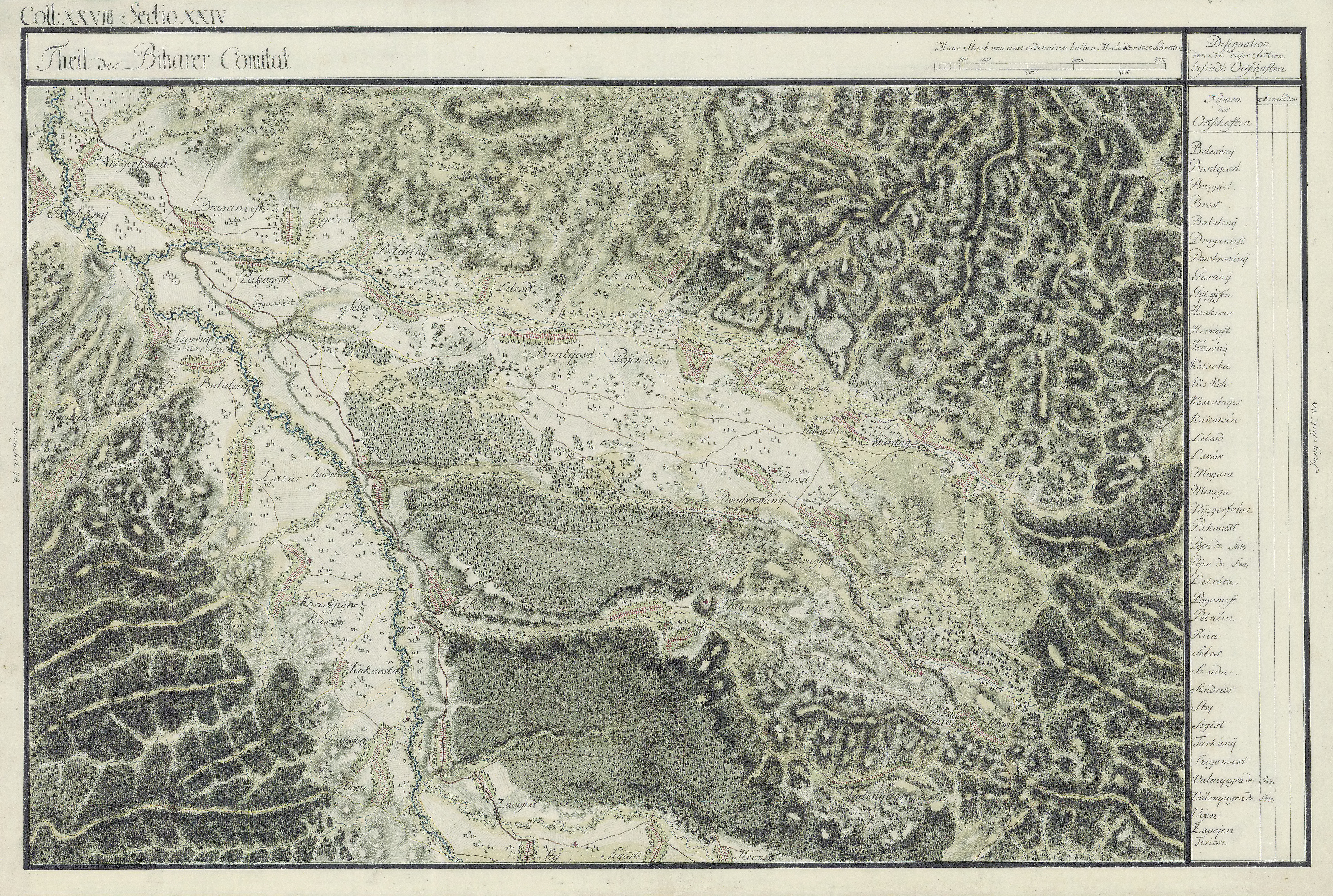
Poienii de Sus în Harta Iosefină a Comitatului Bihor, 1782-85

 Acest articol despre o localitate din județul Bihor este deocamdată un ciot. Puteți ajuta Wikipedia prin completarea lui.